# Neues Rathaus (Leipzig)

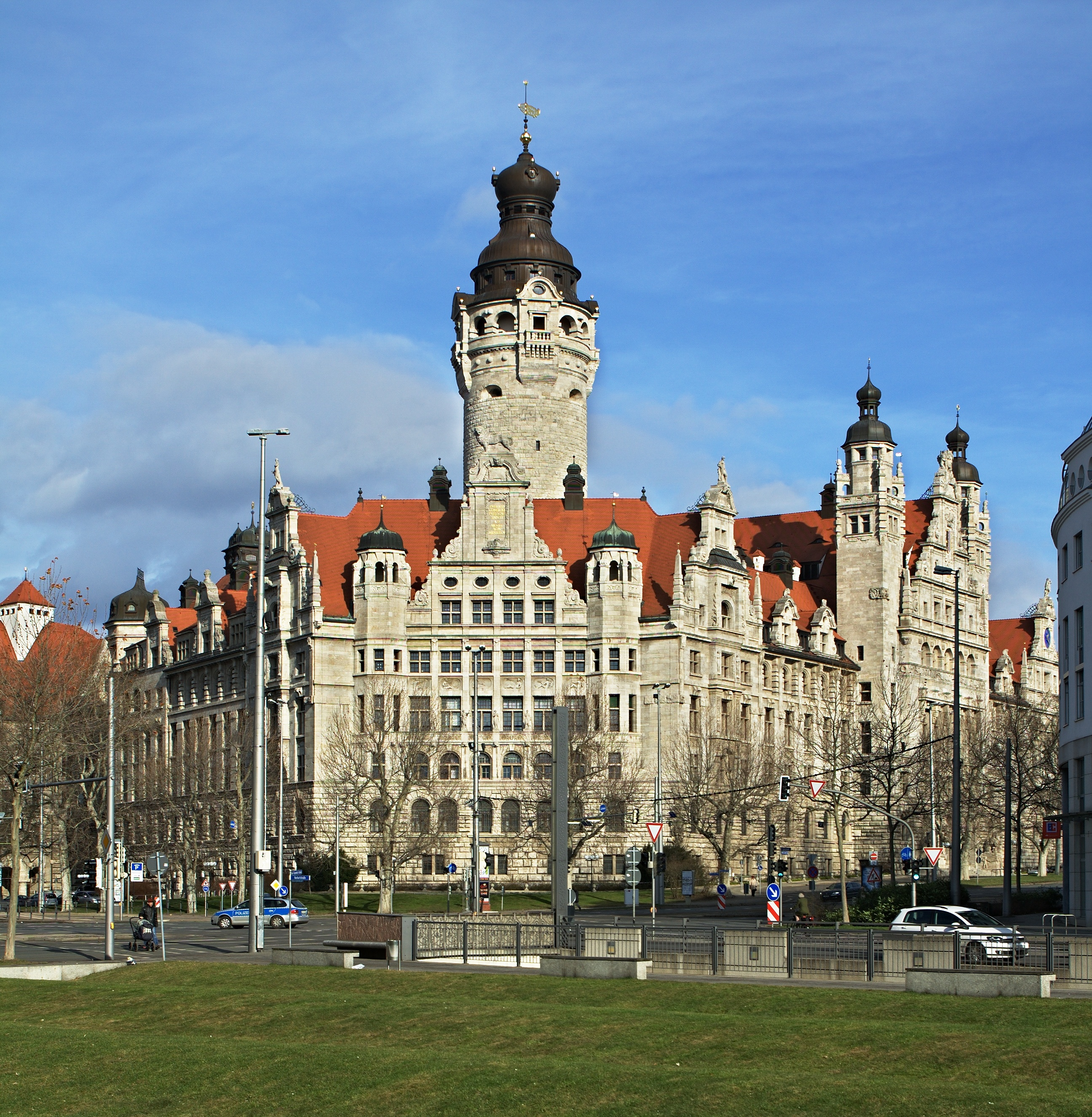
Südwestansicht des Neuen Rathauses (2011)

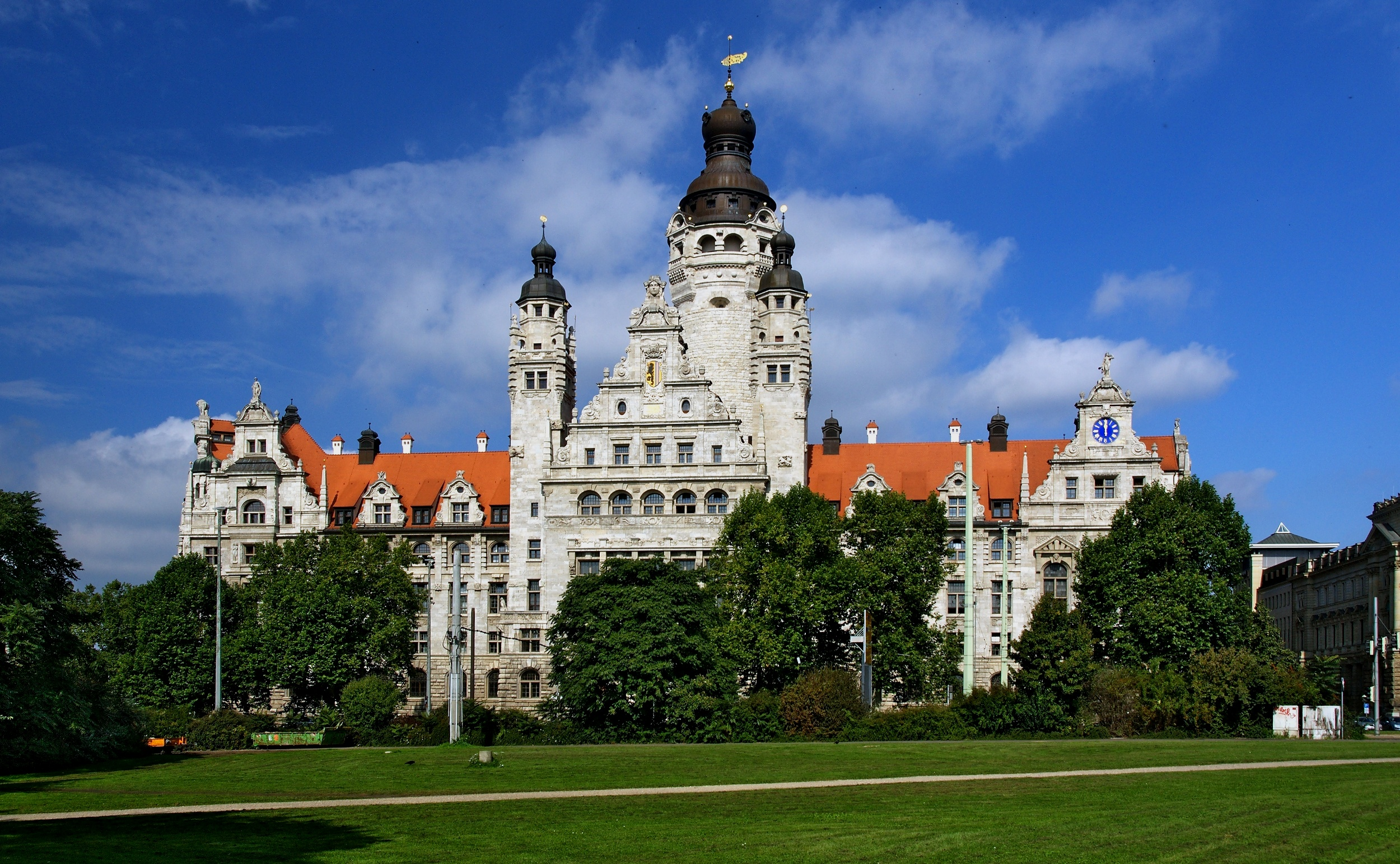
Gesamtansicht von Süden (2010)

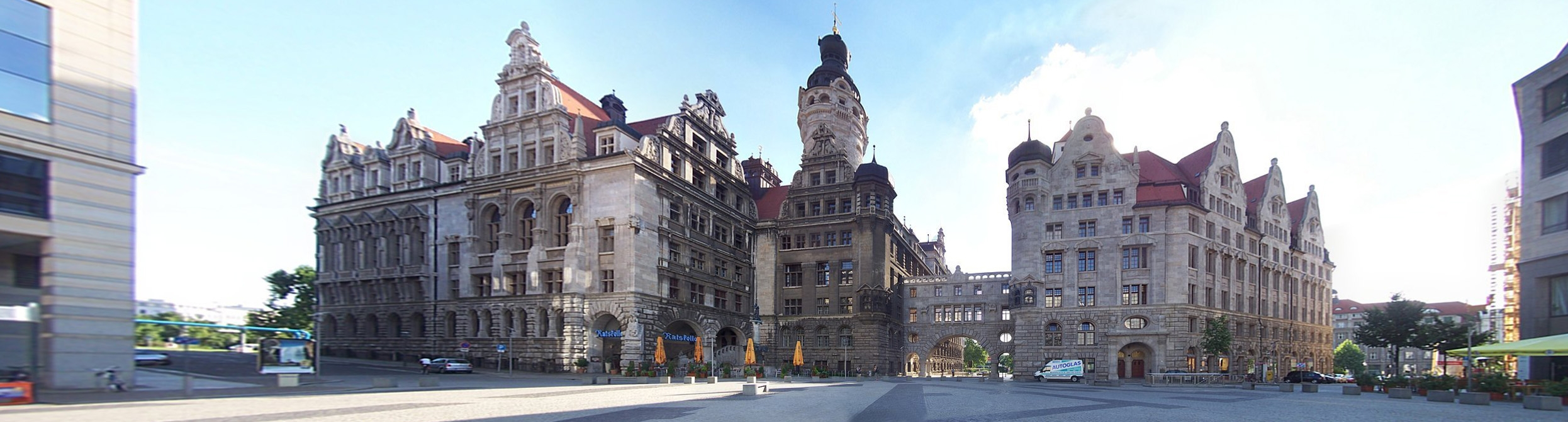
Neues Rathaus und Stadthaus (re.) vom Burgplatz aus (2008)

Das Neue Rathaus in Leipzig ist ein bedeutendes Baudenkmal an der südwestlichen Ecke der Innenstadt. Der Profanbau wurde zwischen 1899 und 1905 nach Plänen von Hugo Licht errichtet und mit der Fertigstellung des Stadthauses im Jahr 1912 komplettiert. Er dient als Sitz des Oberbürgermeisters, des Stadtrats und der Stadtverwaltung.
Das Gebäudeensemble verzeichnet auf einer Nettogrundfläche von ca. 65.870 m² insgesamt 1.708 abgeschlossene Räume. Der seinerzeit größte Rathausneubau im Deutschen Reich ist auch heute noch der größte Profanbau dieser Art weltweit.

## Geschichte
Bereits seit den 1870er Jahren gab es erste Überlegungen, der im Alten Rathaus untergebrachten Stadtverwaltung ein neues Domizil zuzuweisen, das der wachsenden Bedeutung des zur Großstadt gewordenen Leipzig gerecht werden sollte. Nachdem mehrere Pläne verworfen worden waren, erwarb die Stadt 1895 vom Königreich Sachsen die Pleißenburg. In deren Turm hatte 1794 die Universität Leipzig eine Sternwarte eröffnet, welche 1861 ins Johannistal verlegt wurde, nachdem sie durch die dichte Bebauung ihrer eigentlichen Bestimmung nicht mehr gerecht werden konnte.
Bei dem Wettbewerb, an dem sich 51 Architekten aus dem gesamten Reichsgebiet beteiligten, war festgelegt, dass die Turm-Silhouette der Pleißenburg als bekanntes Leipziger Wahrzeichen erhalten bleiben sollte. Tatsächlich diente der vollständige alte Turm der Pleißenburg als Turmsockel für die spätere Turmerhöhung und ist als bedeutsames Bauwerk von Hieronymus Lotter somit erhalten. 1897 ging der erste Preis der Ausschreibung, bei der die Teilnehmer ihre Entwürfe anonym abgaben, an den Architekten und Leipziger Stadtbaudirektor Hugo Licht. Mit der bauplastischen Ausgestaltung des neuen Rathauses wurde der Bildhauer Georg Wrba beauftragt.
Die Grundsteinlegung erfolgte am 19. September 1899. Nach knapp sechsjähriger Bauzeit wurde das Neue Rathaus am 7. Oktober 1905 – in Anwesenheit des sächsischen Königs Friedrich August III. – seiner Bestimmung übergeben. Im Jahr 1912 erfolgte jenseits der Lotterstraße die Eröffnung des Stadthauses mit zusätzlichen 300 Räumen. Der ebenfalls unter Leitung Hugo Lichts errichtete Erweiterungsbau ist durch eine zweigeschossige Gebäudebrücke (im Volksmund Beamtenlaufbahn genannt) mit dem Neuen Rathaus verbunden.
Die Zerstörungen durch die Luftangriffe auf Leipzig im Zweiten Weltkrieg am 4. Dezember 1943 wurden bis 1949 beseitigt, Plenarsaal und Ratskeller wurden zügig restauriert.

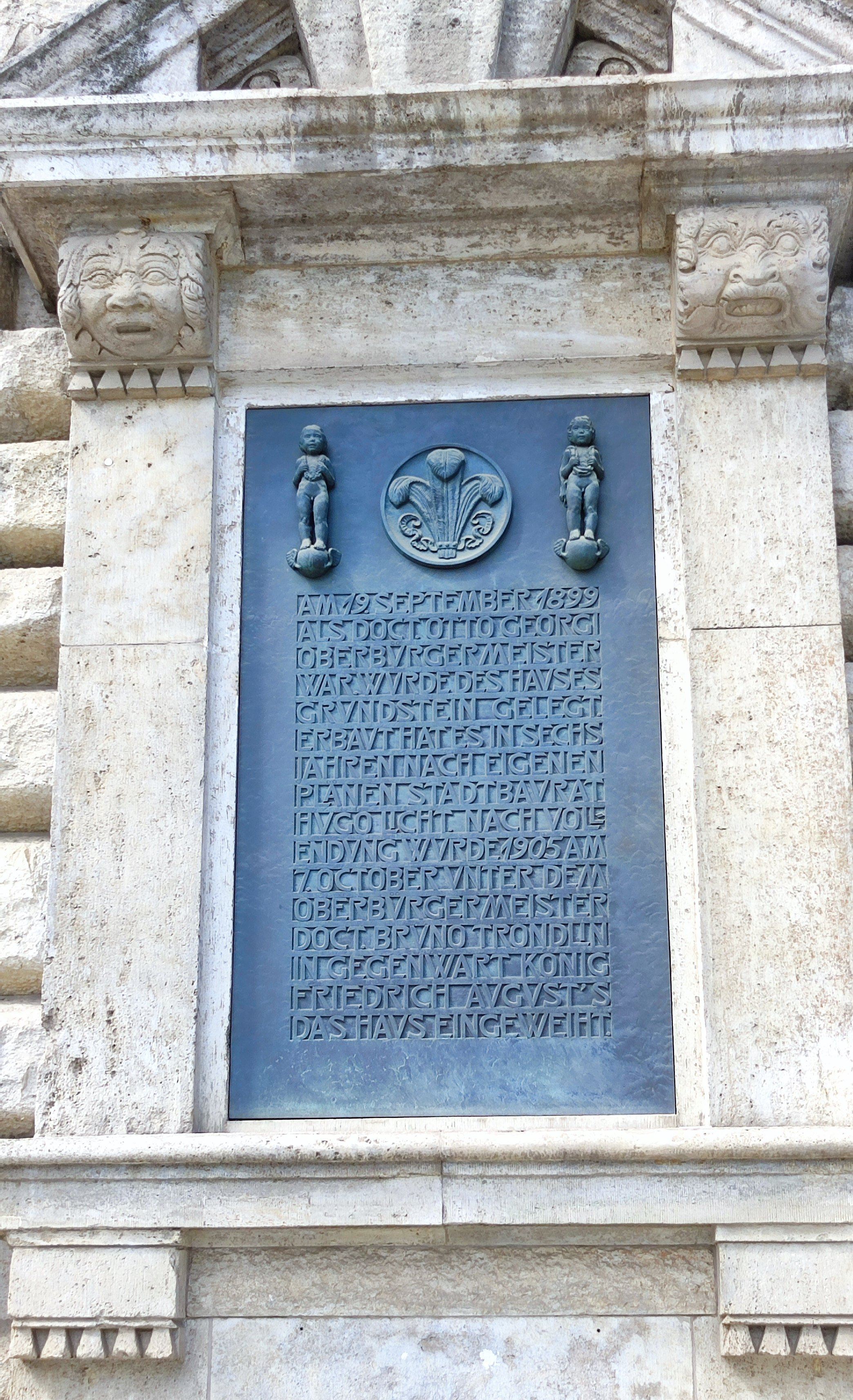
Tafel zum Bau (2024)
1900: Baustelle mit dem Turmsockel der Pleißenburg links
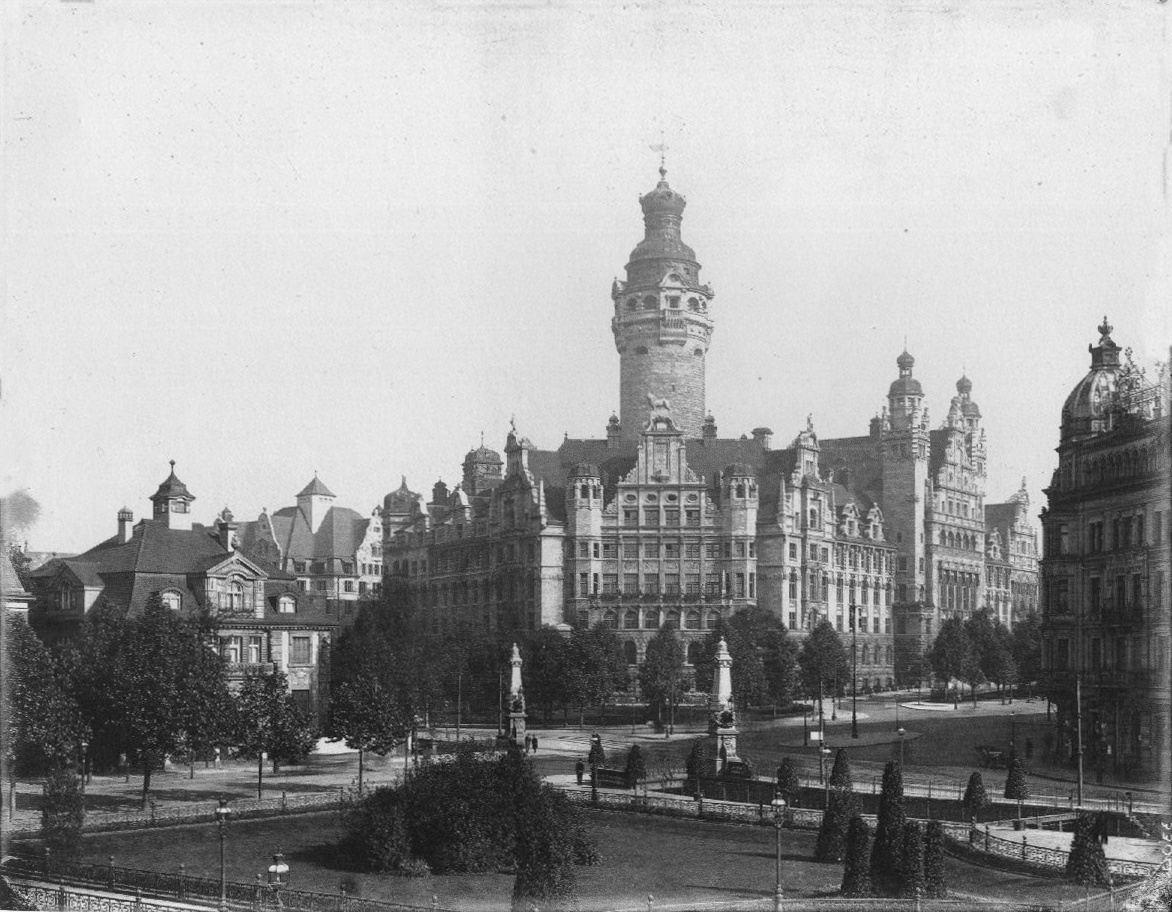
Südwestansicht nach 1905
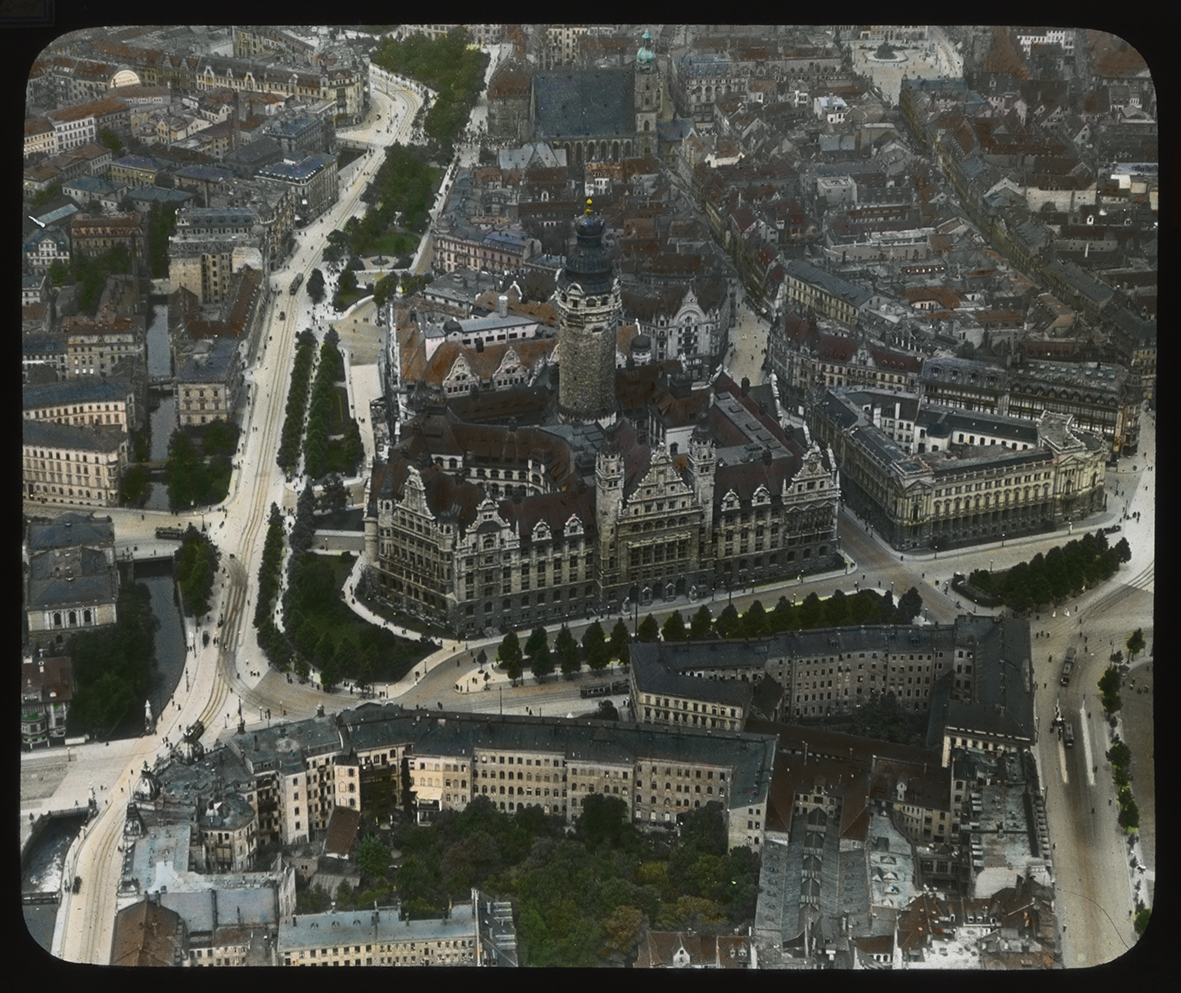
Luftbild um 1910 (koloriertes Glasdiapositiv)
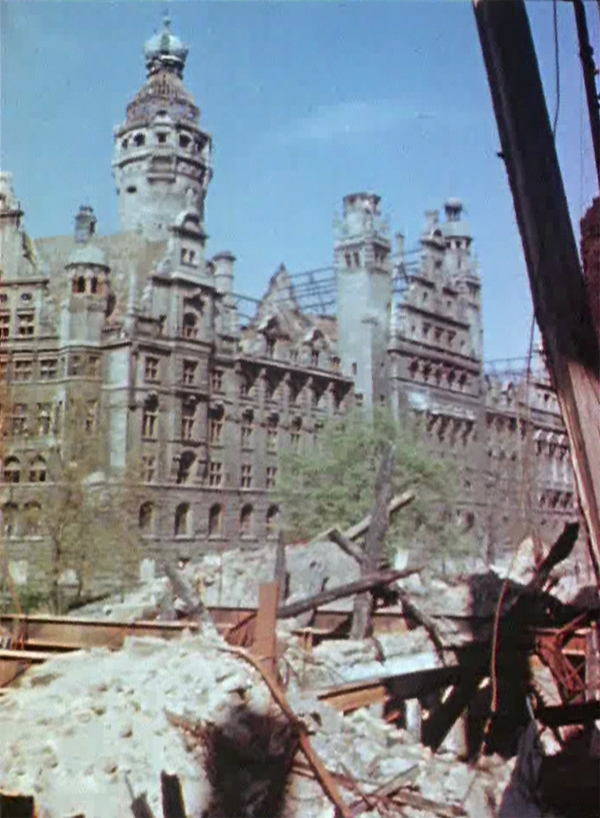
Kriegsschäden (20. April 1945)

## Architektur
Der im Stil des Historismus entworfene Gebäudekomplex aus hellgrauem, mainfränkischem Muschelkalkstein bildet auf einer Fläche von über 10.000 m² ein unregelmäßiges Fünfeck. Wenig bekannt ist, dass der sichtbare Turm auf dem vollständigen Turm der alten Pleißenburg steht, und diesen gewissermaßen als Sockel benutzt. Vom vierten Obergeschoss aus führen 250 Stufen zum oberen Turmgang mit der Aussichtsmöglichkeit. An der Südwestfassade befinden sich die fünf Statuen „Handwerk“, „Gerechtigkeit“, „Buchkunst“, „Wissenschaft“ und „Musik“ der Künstler Arthur Trebst, Johannes Hartmann, Adolf Lehnert, Josef Mágr und Hans Zeissig. Die nachts blau illuminierte Uhr des Rathauses enthält die lateinische Umschrift MORS CERTA, HORA INCERTA (Der Tod ist gewiss, die Stunde ungewiss), im Volksmund „Todsicher geht die Uhr falsch“. Die weibliche Giebelfigur über der Uhr symbolisiert die Wahrheit. Der Westgiebel wiederum hat mit der Personifikation „Das Amtsgeheimnis“ von Johannes Hartmann zum Thema.

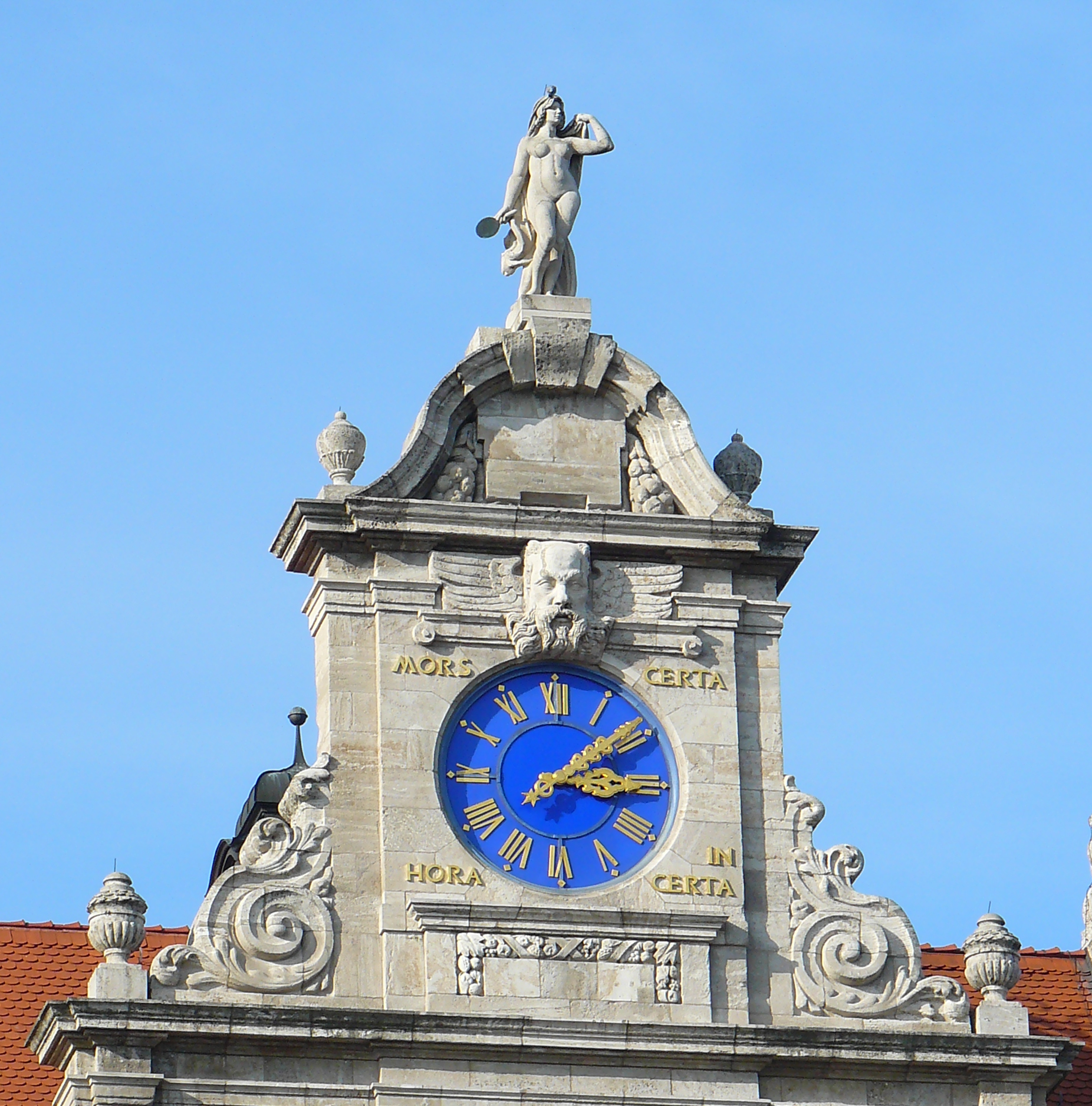
Uhr mit Giebelfigur
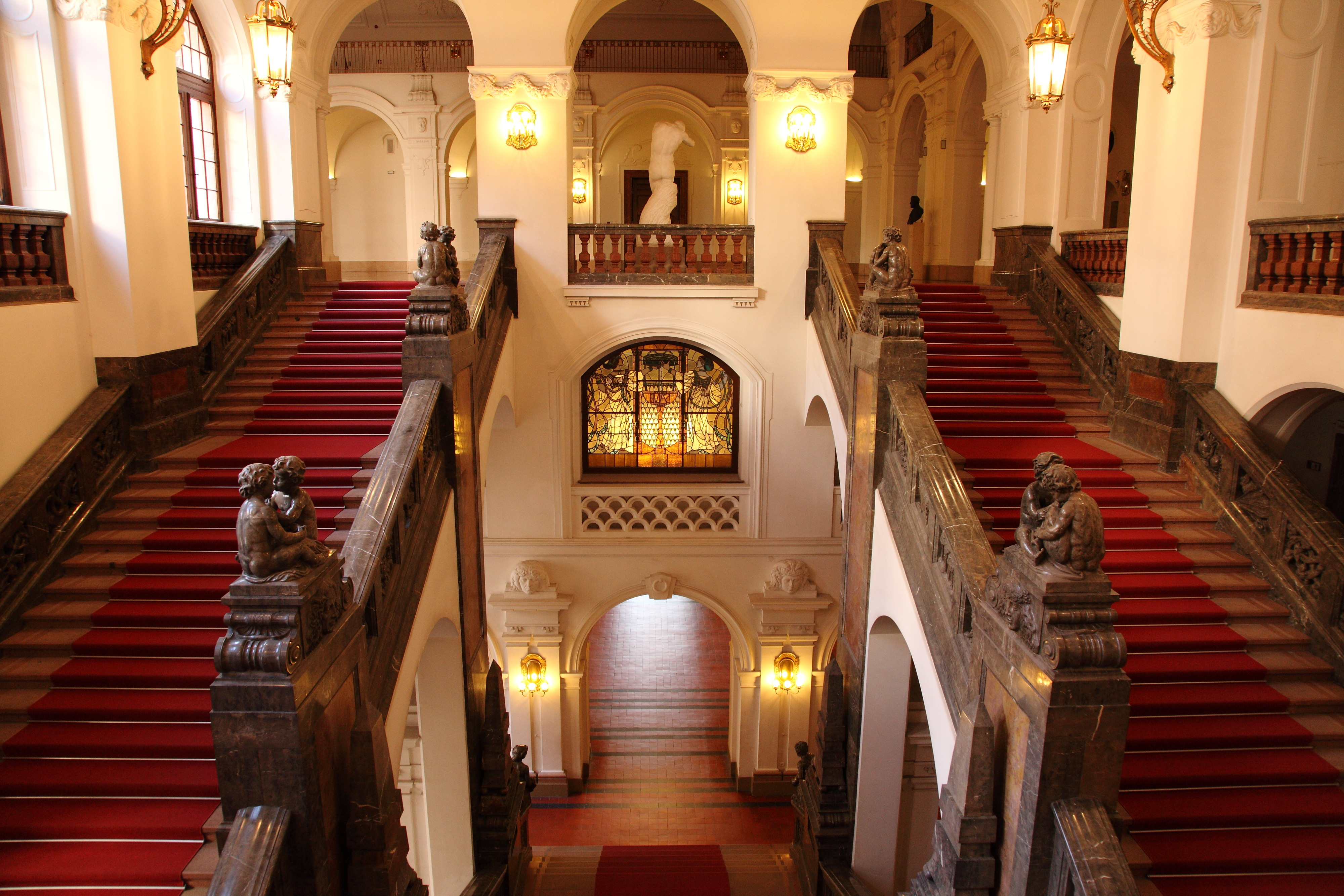
Treppenaufgang (2012)
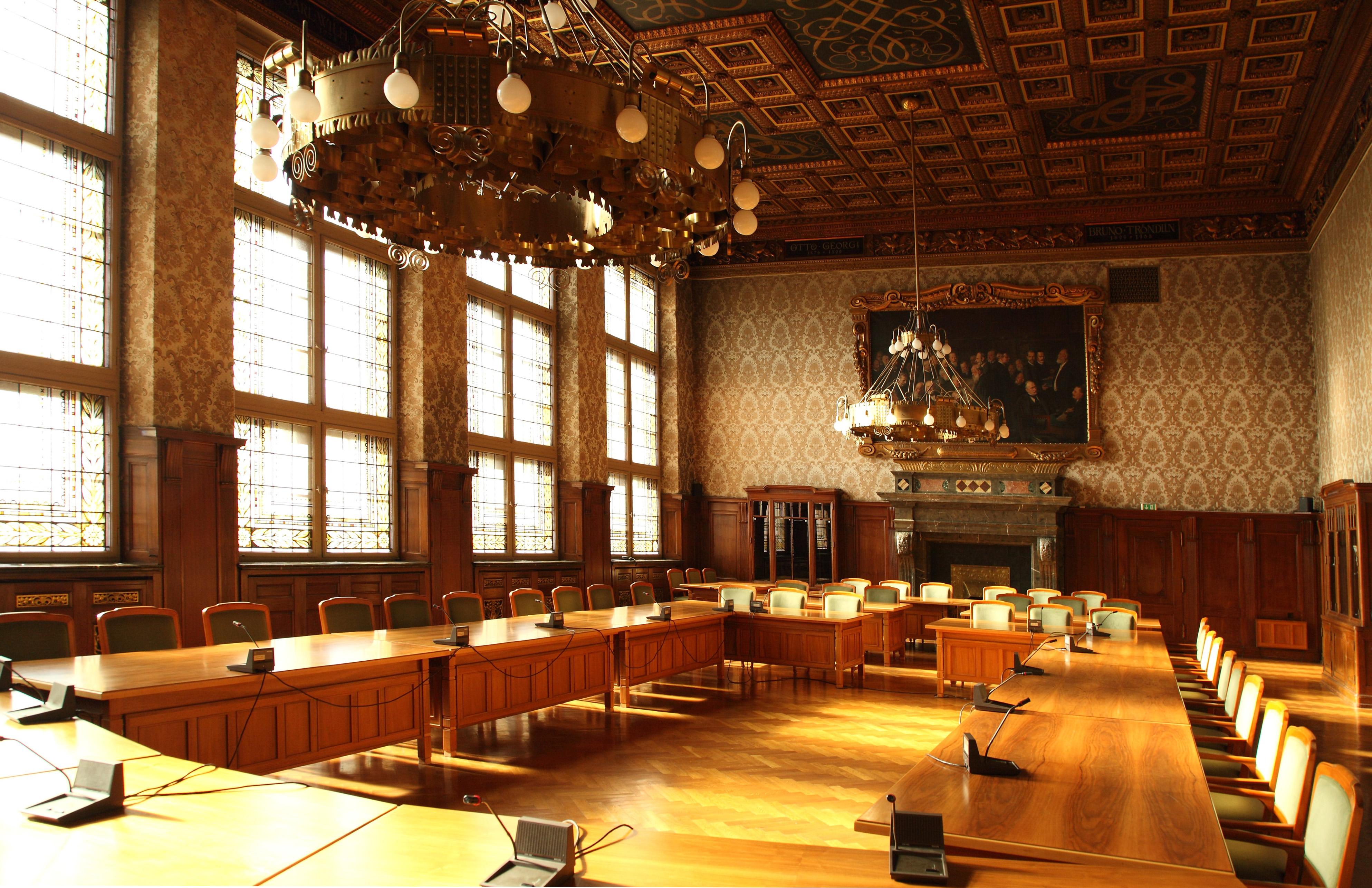
Ratsplenarsaal (2012)

In den Kellergewölben befindet sich der Ratskeller Leipzig, ein aus dem früheren historischen Weinkeller hervorgegangenes Restaurant.
Es gibt auch eine öffentliche Kantine.
Das Gebäude verfügt über einen der letzten öffentlich zugänglichen und funktionstüchtigen Paternosteraufzüge Deutschlands.
Der 114,72 Meter hohe Rathausturm gilt als höchster in Deutschland und ist eines der Wahrzeichen der Stadt. Er kann im Rahmen einer Führung bestiegen werden.

## Goerdeler-Denkmal

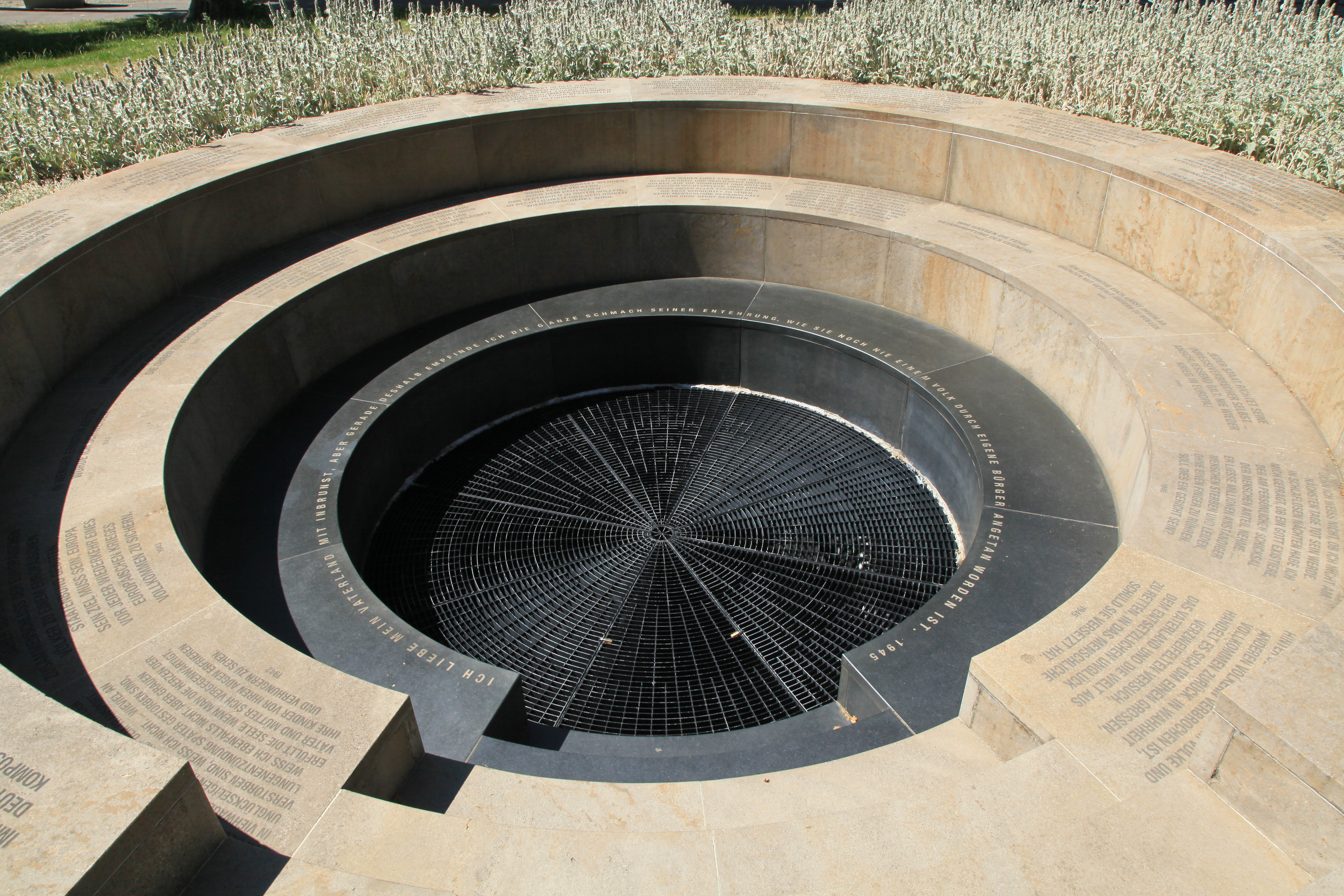
Goerdeler-Denkmal an der Südwestecke des Neuen Rathauses (2015)

An der Südwestspitze des Neuen Rathaus befindet sich ein Denkmal für Carl Friedrich Goerdeler, einen der führenden Kräfte des bürgerlichen Widerstands gegen den Nationalsozialismus und Oberbürgermeister Leipzigs von 1930 bis 1937. Es wurde von den beiden US-amerikanischen Künstlern Jenny Holzer und Michael Glier geschaffen und am 8. September 1999, 55 Jahre nach seiner Verurteilung zum Tode, der Öffentlichkeit übergeben. Das Denkmal besteht aus einem fünf Meter tiefen Glockenschacht mit einem Durchmesser von 2,75 Metern. In diesem hängt eine Bronzeglocke. Rund um den Schacht finden sich in chronologischer Reihenfolge Zitate aus Briefen, Zeitungen und Schriften von Carl Friedrich Goerdeler.

## Erwähnung in Film und Literatur
Eine Rolle spielt das Neue Rathaus in dem Roman Herrn Lublins Laden von Samuel Agnon (1887–1970, Literaturnobelpreis 1966). Der Autor lebte von 1915 bis 1924 in Deutschland und war 1917/18 und 1930 auch in Leipzig. Das Neue Rathaus diente außerdem im Politthriller Der zerrissene Vorhang von Alfred Hitchcock (1966) als Kulisse.